# ری‌کی
ری‌کی (به ژاپنی: 理慶 Rikei); ۱ ژانویهٔ ۱۵۳۰ – ۲۳ سپتامبر ۱۶۱۱) شاعر، خوشنویس و نویسنده در دوره سنگوکو اهل ژاپن بود.